# Ignatz Waghalter
Ignatz Waghalter (né le 15 mars 1881 à Varsovie – mort le 7 avril 1949 à New York) est un compositeur et chef d'orchestre germano-polonais.

## Biographie
Waghalter est né à Varsovie, dans une famille juive pauvre, mais musicalement accomplie. Son frère aîné, Henryk Waghalter (1869–1961), est devenu un célèbre violoncelliste professeur au Conservatoire de Varsovie. Son frère cadet, Wladyslaw Waghalter (1885–1940), devient un violoniste remarqué.

### Formation

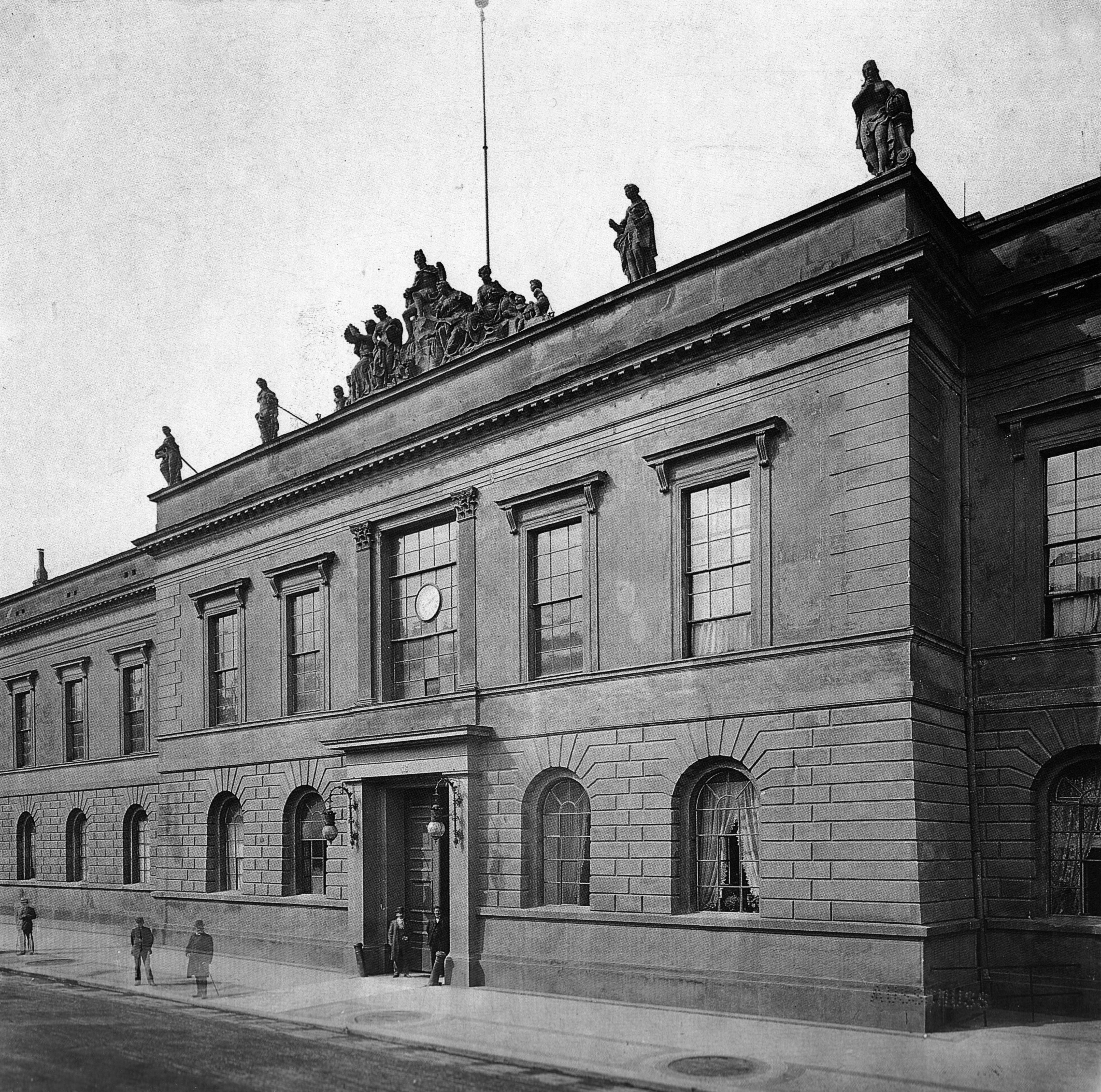
Le palais Arnim, siège de l'Académie des arts, en 1908.

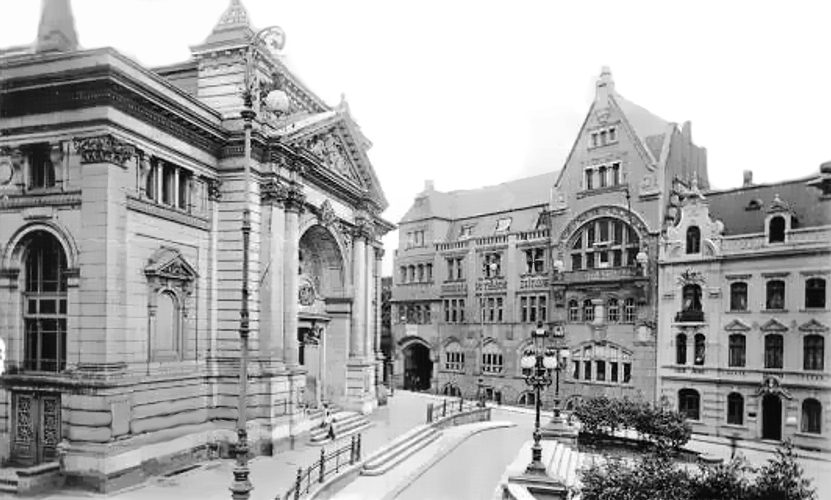
Le théâtre d’Essen, Grillo-Theater en 1910.

Ignatz Waghalter se rend à Berlin âgé de 17 ans, pour étudier avec Philipp Scharwenka. Waghalter attire l'attention de Joseph Joachim, le grand violoniste, ami intime de Johannes Brahms. Avec le soutien de Joachim, Waghalter est admis à l'Akademie der Künste de Berlin, où il étudie la composition et la direction d'orchestre avec Friedrich Gernsheim. Les premières œuvres de musique de chambre de Waghalter révèlent une imagination mélodique aiguë, caractéristique constante de ses œuvres ultérieures. Son Quatuor à cordes en ré majeur, opus 3 (1901), est très apprécié par Joachim. La Sonate pour violon et piano en fa mineur, opus 5, reçoit le prestigieux Prix Mendelssohn en 1902, alors que le compositeur n’a que 21 ans.
En 1907, Waghalter obtient un poste de direction à l'Opéra comique de Berlin, grâce à l’appui d'Arthur Nikisch. Il y acquiert une réputation rapidement grandissante. Puis il passe par une brève période à Essen (1911–12) au théâtre d'État, le Grillo-Theater (de). 

### Deutsche Oper

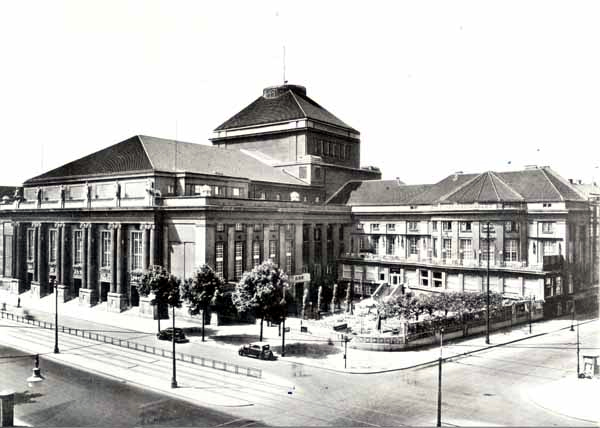
Deutsches Opernhaus Berlin en 1912.

Ensuite, Waghalter est nommé chef principal du nouveau Deutsche Opernhaus de Berlin établissant sa position comme figure majeure de la musique allemande. Le théâtre est inauguré sous la direction de Waghalter le 7 novembre 1912, avec Fidelio de Beethoven. Waghalter se fait le champion de la musique de Giacomo Puccini, dont les opéras avaient échoué à remporter l'adhésion du public allemand. La première allemande de La Fanciulla del West de Puccini est dirigée au Deutsche Oper, par Waghalter en mars 1913. Son triomphe dans les opéras de Puccini offre une place définitive dans les répertoires des théâtres d'Allemagne. Waghalter a dirigé les créations allemandes de Tosca et La Bohème ; ainsi que celle de la seconde symphonie de Ralph Vaughan Williams, en 1923.
Trois opéras de Waghalter sont créés au Deutsche Opernhaus : « La Mandragore », basé sur une comédie de la Renaissance de Machiavelli, en janvier 1914, qui était promis pour une tournée européenne, mais abandonné en raison du déclenchement de la Première Guerre mondiale ; « Jugend », basé sur une tragédie du dramaturge Max Halbe (en), en février 1917 ; et « Sataniel », inspiré d'un conte fantaisie polonais en mai 1923. La fervente mélodie de ces œuvres de Waghalter ont compté parmi les plus lyriques des compositeurs d'opéra allemands avant 1933.
Dans son cercle amical berlinois on note Franz Schreker, Eugen d'Albert, Paul Hindemith et Albert Einstein qui se joint parfois aux exécutions privées de musique de chambre chez Waghalter.
Waghalter quitte l'opéra allemand de Berlin en 1923. Il voyage aux États-Unis en reprenant le poste de Josef Stránský comme directeur musical du New York State Symphony, pendant la saison 1925. 

### Cinéma
Profondément attaché à la vie culturelle de Berlin, Waghalter refuse l'offre de rester à la direction de l'orchestre de New York et retourne en Allemagne. Il occupe le poste de Generalmusikmeister de la UFA, la grande firme de production de films. C'est ainsi que Waghalter compose la musique originale pour l'un des films documentaires allemands les plus extraordinaires de l'ère de Weimar, Wunder der Schöpfung (de) de Hanns Walter Kornblum (d), dont la présentation a lieu à Berlin en septembre 1925. Il cherche à présenter sous une forme cinématographique et populaire, les grandes découvertes de l'astronomie moderne. La musique de Waghalter a été décrite par un critique comme « sensationnelle ».
Waghalter compose plusieurs opérettes et dirige des orchestres en invité. Il est nommé directeur musical à l'Opéra national de Riga, en Lettonie, pour la saison 1931–1932. Peu après son retour à Berlin, les Nazis prennent le pouvoir. En 1934, Waghalter prend le chemin de l'exil, d'abord en Tchécoslovaquie, puis en Autriche, où il compose son dernier opéra, « Ahasaverus und Esther ».
Plusieurs semaines avant l'Anschluss, Waghalter et sa femme fuient aux États-Unis.

### Exil
Peu après son arrivée à New York, Waghalter lance une campagne pour monter un orchestre classique de musiciens afro-américains. Il obtient le soutien des militants des syndicats de New York, le musicien afro-américain Alfred Jack Thomas et des éminents représentants de la Harlem Renaissance tel James Weldon Johnson. L'orchestre donne des concerts publics, sous la direction de Waghalter en 1938, mais le projet n'obtient pas suffisamment de fonds pour subsister.
Bien que Waghalter apparaisse parfois comme un chef d'orchestre invité, ses opportunités sont extrêmement limitées. Il meurt dans une relative obscurité, à New York le 7 avril 1949 âgé de 68 ans.
Même si Waghalter était l'un des nombreux musiciens immensément doués allemands ou d'Europe centrale, dont la vie et la carrière ont été brisées par la catastrophe nazie, le degré de son obscurité ultérieure et prolongée, lorsqu'on compare à sa prééminence d'avant 1933, est frappante. La raison de ce sort réservé à Waghalter est peut-être expliquée, dans une large mesure, par le changement radical de l'esthétique musicale après la Seconde Guerre mondiale. Waghalter n'a pas expérimenté l'atonalité et le sérialisme. Son engagement de mélodiste l'a placé bien en dehors de l'enceinte, considérée alors comme l'avant-garde musicale. Mais une mise en question critique plus récente de l'atonalisme et un regain d'intérêt pour les compositeurs ayant travaillé dans un idiome mélodique, ont encouragé un réexamen de l'œuvre de Waghalter.

## Redécouverte
Une redécouverte de l’œuvre de Waghalter qui serait comparable à celle d'Erich Wolfgang Korngold ou Berthold Goldschmidt, est toujours en suspens.
Le Deutsche Oper (successeur du Deutsche Opernhaus) a monté en version de concert, l’opéra de jeunesse, « Jugend » de Waghalter en 1989. Un nouvel enregistrement de ses premières œuvres de chambre a été publié en mars 2006. En mars 2011 la Rhapsodie pour violon et orchestre et le Concerto pour violon ont été enregistrés par le Royal Philharmonic Orchestra à Londres, dirigé par Alexander Walker et la soliste Irmina Trynkos (chez Naxos). Dans la notice accompagnant le CD, Michael Haas, un des grands experts sur des compositeurs d'Europe centrale dont les carrières ont été détruites par l'accession des nazis au pouvoir, décrit Waghalter comme « l'un des musiciens européens les plus injustement oubliés d'avant 1933 et dont les œuvres remarquables obligent l'auditeur à se demander « comment était-il possible que cette musique ai disparu depuis un siècle ? ». La livraison de décembre 2012 du Pizzicato Magazine a honoré la parution Naxos de sa plus haute récompense. Dans son article, l'éditeur en chef de la revue Remy Franck écrivait : « Quelle découverte : le Concerto pour violon du compositeur Ignatz Waghalter était, avec ses caractéristiques romantiques, un peu « démodé » à l'époque de sa composition en 1911 – mais la richesse des idées de cette composition est fascinante. Et cela vaut aussi pour les autres œuvres de ce disque ».
L'authenticité émotionnelle et l'intensité lyrique de Waghalter, combinés avec la haute qualité technique de ses compositions, peut être mieux appréciée comme une expression distinctive d'une culture musicale perdue, dont la destruction a été parmi les conséquences tragiques de la barbarie déclenchée par le fascisme en Europe.

## Œuvres (sélection)
- Quatuor à cordes, opus 3
- Sonate pour violon et piano en fa mineur, opus 5
- Rhapsodie pour violon et orchestre, opus 9
- Concerto pour violon et orchestre, opus 15
- Opéras 
  - Der Teufelsweg
  - Mandragola
  - Jugend
  - Sataniel
- Opérettes
  - Der späte Gast
  - Wem gehört Helena
  - Bärbel
  - Lord Tommy
  - Der Weiberkrieg
- Œuvres pour piano
  - Drei Klavierstuecke opus 8
  - Trois Morceaux, opus 13
  - Zwölf Skizzen pour piano, opus 17
- Œuvres pour violon et piano
  - Idyll, opus 14a
  - Gestaendnis, opus 14b
- Plusieurs cycles de mélodies

L'autobiographie de Waghalter, Aus dem Ghetto in die Freiheit [Du ghetto à la liberté], a été publié en Tchécoslovaquie (Marienbad) en 1936.

## Source
- (en) Cet article est partiellement ou en totalité issu de l’article de Wikipédia en anglais intitulé « Ignatz Waghalter » (voir la liste des auteurs).